# El Cercado
El Cercado (denominado localmente San Pedro de El Cercado), es un municipio de la República Dominicana, que está situado en la provincia de San Juan.

## Toponimia
Su nombre se debe a que el municipio está "cercado" (rodeado) de montañas.

## Límites
Municipios limítrofes:
|                      | Norte: Juan Santiago, Las Matas de Farfán y San Juan |                                     |
| Oeste: Juan Santiago |                                                      | Este: San Juan y Vallejuelo y Neiba |
|                      | Sur: Postrer Río, Los Ríos, Villa Jaragua y Neiba    |                                     |

## Población
Tiene una población según el censo de 2010 de 20 843 habitantes, 11 312 son hombres y 9531 mujeres, su población ha bajado en los últimos años ya que muchas personas emigran a Santo Domingo y otras zonas del país buscando una mejoría de vida, así como también por razones de estudio.

## Distritos municipales
Está formado por los distritos municipales de:
| Nombre       | Código   |
| ------------ | -------- |
| El Cercado   | 07220301 |
| Derrumbadero | 07220302 |
| Batista      | 07220303 |

## Historia
La comunidad de El Cercado fue fundada en 1845 por el presidente Pedro Santana. Anteriormente perteneció al municipio de Bánica y se llamaba Sabana del Bohío. En 1888 fue fundada la parroquia San Pedro Apóstol, en visita pastoral del Arzobispo Fernando Arturo de Meriño, quien había sido Presidente de la República en el periodo 1880-1882.
El Padre de la Patria Francisco del Rosario Sánchez fue capturado en el paraje de Juan Santiago situado cerca de El Cercado, en junio de 1860. En el lugar de la captura fue construida una plazoleta con la estatua del prócer de la patria.

## Economía
Las actividades económicas del municipio se basan en la agricultura de larga escala y el comercio. Las cosechas principales son habichuelas, gandules, cebolla,aguacate, naranja agrias y dulce, maíz, arroz, batata, auyama y café; otros frutos menores y vegetales también se producen allí.
La población económicamente activa (PEA) consiste de 7,845 personas, de los cuales 5,803 (74%) están actualmente empleados. De esos empleados, 548 ( 9%) trabajan como servidores públicos. Actualmente el cercado es uno de los municipios más destacados de todo San Juan

## Fiestas Patronales
Las fiestas patronales son el 29 de junio en honor a san Pedro, su santo patrón.